# 威爾遜維爾 (北卡羅萊納州)
威爾遜維爾（英語：Wilsonville）是位於美國北卡羅萊納州查塔姆縣的非建制地區。

## 地理
威爾遜維爾所處的海拔為高於海平面88米（即289英呎），而該地所採用的時區為UTC-5，即北美东部时区（EST）。同時該地設有夏令時間，為UTC-5調快一小時，即UTC-4（EDT）。